# Авіаційна катастрофа

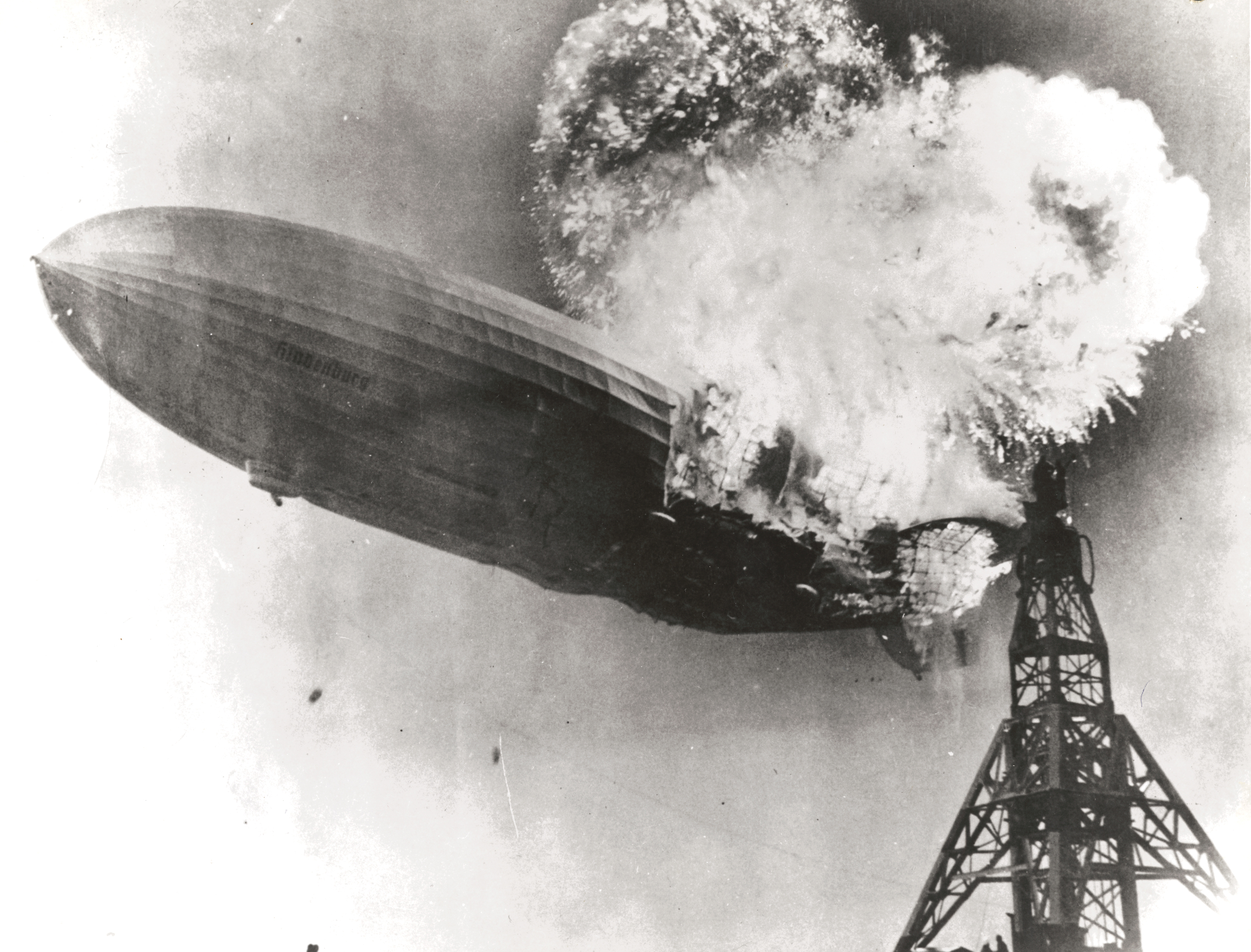
Одною з найзнаменитіших авіаційних катастроф є загибель дирижабля Гінденбург.

Авіаційна катастрофа (авіакатастрофа) — авіаційна пригода, що призвела до загибелі одного чи більше людей, які знаходилися на борту повітряного судна.

## Історія
Перші авіакатастрофи відбулися практично відразу після початку польотів людей на літальних апаратах. Так, Пілатр де Розьє у 1783 році став одним з двох перших людей, що піднялися в небо на повітряній кулі, а вже у 1785 він же став одним з двох перших людей, що загинули в авіакатастрофі.
Як кількість самих авіапригод, так і кількість їх жертв було відносно невеликим до початку масового застосування літаків у бойових діях і як цивільний транспорт. З розвитком міжнародних авіаперевезень сформувалася система обліку та класифікації авіапригод, почалося вироблення міжнародних стандартів авіабезпеки.
З початком ери масових авіаперевезень у другій половині 1940-х кількість авіакатастроф і кількість жертв почали стрімко зростати. Збільшення надійності літаків та підвищення стандартів безпеки призвели до зниження цих показників у першій половині 1950-х років. Однак початок реактивної ери та експансія авіатранспорту до країн третього світу призвели до нового зростання числа катастроф, яке припинилося лише до середини 1960-х. До цього часу на ринок було виведено нові, надійніші реактивні лайнери, налагоджено відносно безпечну роботу авіації у всіх країнах світу.
Свого піку щорічна кількість авіакатастроф досягла в середині 1970-х (найбільша кількість загиблих припала на 1972). Пов'язано це було як зі зростанням кількості авіаперевезень, і зі збільшенням середньої місткості авіалайнерів. Новим чинником зниження авіаційної безпеки 1970-ті роки став тероризм. Після серії великих авіакатастроф розпочалося планомірне посилення стандартів контролю за станом повітряних суден, їх обслуговуванням, підготовкою екіпажів та оглядом пасажирів. В результаті середня кількість загиблих в авіакатастрофах до середини 1980-х скоротилася більш ніж удвічі. У наступні півтора десятиліття, однак, воно знову зросло — від 1000 до 1500 людей щороку позбавлялися життя внаслідок авіакатастроф. Це було пов'язано не так зі збільшенням їх числа, як зі збільшенням середньої пасажиромісткості авіалайнерів, масовим поширенням широкофюзеляжних літаків.
Статистика авіакатастроф в цивільній авіації за останні шість десятиліть показує тенденцію до зниження від піку в 616 катастроф з 15689 загиблих в 1970-і до трохи більше 300 катастроф і трохи більше 8000 загиблих в 2000.
У 2010 році сталося 28 авіакатастроф, у яких загинуло 828 людей.